# Açude João Guerra
O Açude João Guerra é um açude construído no Riacho São Joaquim(um afluente do rio Banabuiú), no Distrito de Lagoa do mato, Município de Itatira, Sua capacidade de armazenamento de água é de 4.430.000 m³. Foi concluído em 2012.